# Club sportif des Terreaux
Le Club sportif des Terreaux était un club de football français, basé à Lyon qui a participé au championnat de France de football USFSA, avant d'intégrer le club omnisports du Rhône Sportif en 1929.

## Histoire
Le club est marqué par l'emblématique abbé Antoine Firmin qui dirige ce patronage paroissial également affilié à la Fédération gymnastique et sportive des patronages de France (FGSPF). L'abbé est farouchement opposé au professionnalisme. Le stade du Rhône Sportif qui se trouve depuis 1935 à Villeurbanne porte son nom.

## Palmarès
- Championnat de France de football (USFSA) :
  - Demi-finaliste en 1919 face à l'Olympique de Marseille.

- Coupe des Alliés :
  - Finaliste en 1916 face au Stade rennais[3],

- Coupe de France de football :
  - Quarts de finale de la coupe de France de football 1918-1919,
  - Seizièmes de finale en 1918, 1920 et 1921.